# HTMF Mahajanga
Herin Tanoro Milalao Fampianarana Mahajanga Football Club w skrócie HTMF Mahajanga – madagaskarski klub piłkarski z siedzibą w Mahajandze, występujący niegdyś w pierwszej lidze madagaskarskiej.

## Sukcesy
- Puchar Madagaskaru[1]:
  - zwycięstwo (1):  1986.

## Występy w afrykańskich pucharach
| Sezon | Rozgrywki       | Runda   | Kraj     | Klub       | Dom | Wyjazd | Dwumecz |
| ----- | --------------- | ------- | -------- | ---------- | --- | ------ | ------- |
| 1984  | Puchar Mistrzów | wstępna | Zimbabwe | Dynamos FC | 0–3 | –      | 0–3     |

## Stadion
Domowe mecze klub rozgrywa na stadionie o nazwie Stade Alexandre Rabemananjara w Mahajandze, który może pomieścić 2000 widzów.